# Jonesville (Indiana)
Jonesville és una població dels Estats Units a l'estat d'Indiana. Segons el cens del 2000 tenia 220 habitants.

## Demografia
Segons el cens del 2000, Jonesville tenia 220 habitants, 83 habitatges, i 60 famílies. La densitat de població era de 653,4 habitants/km².
Dels 83 habitatges en un 36,1% hi vivien nens de menys de 18 anys, en un 63,9% hi vivien parelles casades, en un 6% dones solteres, i en un 27,7% no eren unitats familiars. En el 22,9% dels habitatges hi vivien persones soles el 8,4% de les quals corresponia a persones de 65 anys o més que vivien soles. El nombre mitjà de persones vivint en cada habitatge era de 2,65 i el nombre mitjà de persones que vivien en cada família era de 3,12.
Per edats la població es repartia de la següent manera: un 28,2% tenia menys de 18 anys, un 6,4% entre 18 i 24, un 29,5% entre 25 i 44, un 20% de 45 a 60 i un 15,9% 65 anys o més.
L'edat mediana era de 33 anys. Per cada 100 dones de 18 o més anys hi havia 113,5 homes.
La renda mediana per habitatge era de 30.694$ i la renda mediana per família de 48.750$. Els homes tenien una renda mediana de 30.781$ mentre que les dones 23.333$. La renda per capita de la població era de 17.995$. Entorn del 3,1% de les famílies i el 4,7% de la població estaven per davall del llindar de pobresa.

## Poblacions més properes
El següent diagrama mostra les poblacions més properes.